# Arthur Nilsson
Axel Arthur Nilsson, född 8 januari 1895 i Lye, Gotlands län, död 11 mars 1978 i Visby, var en svensk chefredaktör och sångtextförfattare.

## Biografi
Nilsson var son till Ferdinand Anselm Nilsson och Josefina Dahlby. Han genomgick folkskola och bedrev självstudier samt deltog som yngre i praktiskt arbete vid jordbruk och hantverk. Han började som medarbetare i Gotlands Allehanda 1919 och var redaktörssekreterare där 1929. Nilsson var chefredaktör och ansvarig utgivare där 1938–1955. Han var ledamot av stadsfullmäktige från 1935 och vice ordförande 1948. Nilsson var ledamot av Gotlands kommuns landsting från 1947, av stadsfullmäktiges beredningsutskott från 1946, folkskolstyrelsen 1932–1963, polisnämnden från 1944 och var suppleant i hyresnämnden från 1942. Nilsson var även ledamot av hyresnämnden, länsskolnämnden och länsnykterhetsnämnden samt var styrelseledamot av centrala verkstadsskolan.
Han var medlem av Publicistklubben från 1923 och ledamot av skolrådet i Visby från 1932. Nilsson var andre vice ordförande i Gotlands högerförbund, ordförande i dess arbetsutskott, sekreterare i Gotlands djurskyddsförening 1931–1942, i Visby fastighetsägarförening från 1933, ledamot av styrelsen för Gotlands hembygdsförbund, hedersledamot i Gotlands folkbildningsförbund och i Ungsvenskarna samt var ordförande i bildningscirkeln Gnistan. Nilsson tillhörde Frimurarorden, T.R. och Blåbandsrörelsen. Nilsson var även sångtextförfattare och skrev den nya texten till melodin "Gotländsk sommarnatt". Arthur Nilsson är begravd på Norra kyrkogården i Visby.
I sitt första äktenskap gifte sig Nilsson 1922 med Gertrud Svensson (1894–1928), dotter till domkyrkovaktmästare Oscar Svensson och Selma Nyström. I sitt andra äktenskap var han gift med folkskolläraren Elin Westergren (1903–1983), dotter till handlanden Hjalmar Westergren, Stockholm (född 1869) och Klara Öhman (född 1869). Nilsson var far till Lena (född 1934), Sven (född 1939) och Anders (född 1942).

## Utmärkelser
- Riddare av Vasaorden (RVO)[3]